# 张云川 (1946年)
张云川（1946年10月—），中华人民共和国政治人物，浙江东阳人，中国共产党党籍。哈尔滨军事工程学院舰艇内燃机专业毕业，大学学历，工程师。曾任第十一届全国人大环境与资源保护委员会副主任委员。中共第十六屆、十七屆中央委員。

## 生平
张云川于1964年8月参加工作。1970年毕业于哈尔滨军事工程学院舰艇内燃机专业，后长期在六机部江洲造船厂工作。1973年加入中国共产党。1985年任江西省九江市副市长，次年调任赣州地区行署专员。1991年升任江西省省长助理，1993年升任江西省人民政府副省长。1995年，调任新疆维吾尔自治区人民政府副主席。1998年，张调任湖南，任中共湖南省委副书记兼长沙市委书记，2001年任湖南省人民政府代省长，次年正式当选为省长。
2003年3月17日，中华人民共和国国家主席胡锦涛发布第二号中华人民共和国主席令，根据中华人民共和国第十届全国人民代表大会第一次会议的决定，张云川被任命为国防科学技术工业委员会主任。2007年8月底，又调任中共河北省委书记。2008年1月当选为河北省人大常委会主任。在张云川主政河北期间，河北发生了三鹿毒奶粉事件。2011年8月不再担任河北省委书记、常委、委员职务，任第十一届全国人大环境与资源保护委员会副主任委员。